# Sven Hassel
Sven Hassel (Frederiksborg, 19 de abril de 1917 - Barcelona, 21 de setembro de 2012) foi um romancista dinamarquês. 
Seu verdadeiro nome era Sven Pedersen. Para tentar escapar da miséria, decorrente da Grande Depressão de 1929, alistou-se em 1937 como soldado no exército alemão, entrando em combate na Segunda Guerra Mundial, inclusive num regimento disciplinar (descrito maravilhosamente no seu livro Gestapo) deslocando para a luta na frente russa sob as piores condições de vida e de combate, lavra mais um tento e enriquece a literatura de guerra com outro excelente romance antibélico, que vem juntar-se à série de seus livros que tiveram como pano de fundo a conflagração mundial de 1939/1945, como mencionado Gestapo e mais Corte Marcial, O Batalhão Maldito, Monte Cassino e Morte nas Estepes. Escreveu vários livros de sucesso, sempre retratando a camaradagem que irmanava os soldados e os horrores da guerra. Pode-se considerar os livros de Hassel, definitivamente, um grande especialista no seu gênero literário e ocupa lugar de destaque entre os melhores escritores europeus do momento, em resumo, suas obras tem como equivalentes da Segunda Guerra Mundial aos livros de Erich Maria Remarque (romancista alemão cujo primeiro livro tinha como pano de fundo a Primeira Guerra Mundial).

## Obras
- The Legion of the Damned – Esquecidos de Deus (Portugal) / A Legião dos Condenados (Brasil)
- Wheels of Terror - Carros do Inferno (Portugal) /Os Panzers da Morte (Brasil)
- Comrades of War – Camaradas de Guerra
- Marchbattalion – Batalhão de Choque
- Assignment Gestapo - Gestapo
- Monte Cassino – Monte Cassino
- Liquidate Paris – Destruam Paris!
- SS General – General SS
- Reign of Hell - Comando Reichsfuhrer Himmler : o assalto a Varsóvia( Portugal) / Batalhão Maldito (Brasil)
- Blitzfreeze – Morte nas Estepes
- The Bloody Road to Death – Vi-os Morrer (Portugal) / Rota Sangrenta (Brasil)
- Court Martial – Corte Marcial.
- O.G.P.U. Prison – Prisão Soviética OGPU
- The Commissar – O Comissário

Obra Póstuma: The glorious defeat /  La Gloriosa Derrota
Wheels of Terror (Quadrinho)